# Красная Слобода (Добрынский сельсовет)
Красная Слобода (бел. Чырво́ная Слабада́; рус. Чирвоная Слобода) — деревня Дубровенского района Витебской области Республики Беларусь. Входит в состав Добрынского сельсовета. 

## География
Пролегает дорога Н-2702.
Ближайшие населённые пункты Лосевка, Халалеевка и др.

## История
В 1910 году в Сватошицкой волости Горецкого уезда Могилёвской губернии.

## Население

### Численность
- 2009 год — 14 жителей

### Динамика
- 1910 год — 36 дворов, 110 мужчин, 104 женщин[2]
- 1999 год — 34 жителей (перепись населения)
- 2009 год — 14 жителей (перепись населения)[2]

## Улицы
- Садовая

## Достопримечательность
- Братская могила